# Hîrcești
Hîrceşti è un comune della Moldavia situato nel distretto di Ungheni di 2.103 abitanti al censimento del 2004.

## Località
Il comune è formato dall'insieme della seguenti località (popolazione 2004):
- Hîrceşti (758 abitanti)
- Drujba (601 abitanti)
- Leordoaia (38 abitanti)
- Mînzăteşti (512 abitanti)
- Veveriţa (194 abitanti)